# Louis de Jaucourt
Louis de Jaucourt (Parigi, 16 settembre 1704 – Compiègne, 3 febbraio 1779) è stato un medico ed enciclopedista francese.

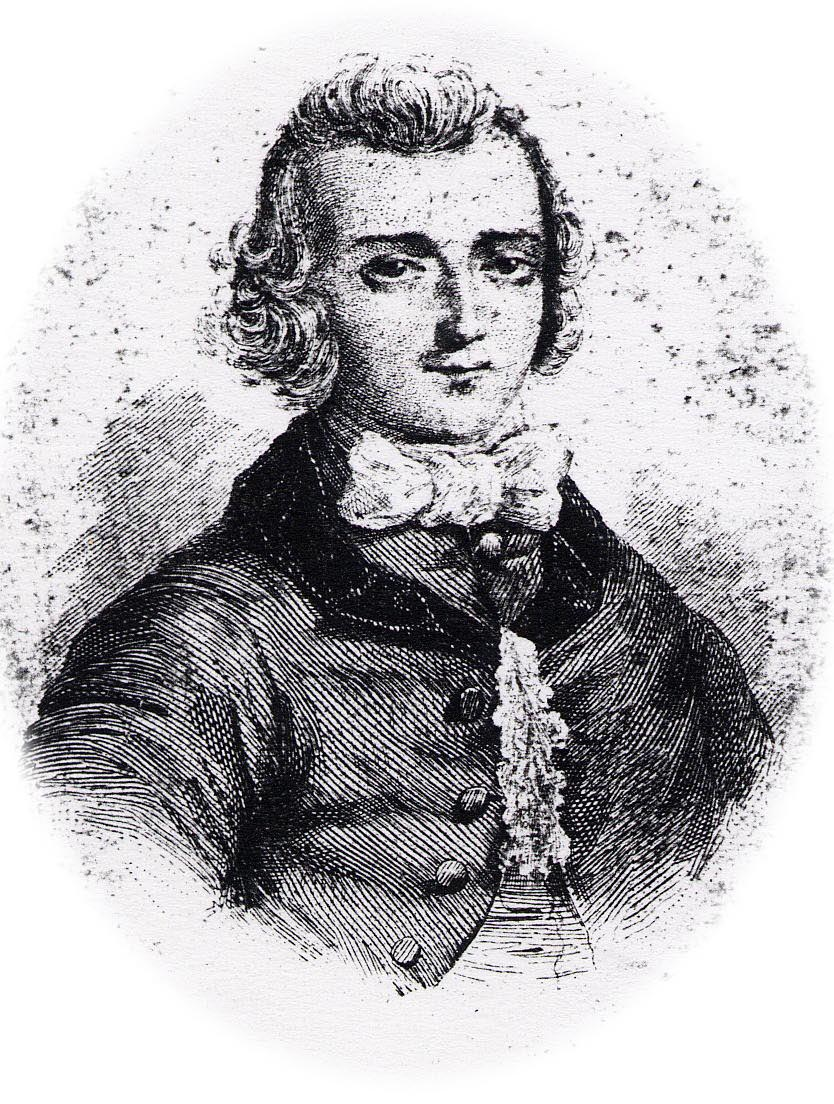
Louis de Jaucourt

Il Cavaliere Louis de Jaucourt ("Cavaliere" era un titolo nobiliare concesso ai figli dei rami cadetti delle famiglie nobili) fu tra i più prolifici contributori dell'Encyclopédie, scrivendone oltre 17.000 voci - ossia circa il 25% dell'intera opera - in campo scientifico, economico, letterario, medico, storico, geografico e politico. Tra le voci da lui curate, Delo, Delfi, Uguaglianza naturale, Ginnastica, Carta, Persia, Fidia, Prassitele, Romanzo, Scopa (scultore greco), Tratta dei negri (commercio d'Africa). 
La sua gigantesca opera assume un rilievo ancor più singolare considerando che offrì il proprio lavoro interamente come volontario.
La sua scarsa notorietà - nonostante la grande importanza del lavoro che svolse nella compilazione dell'Encyclopédie - è probabilmente dovuta alla sua appartenenza ad una famiglia dell'antica nobiltà, ragion per cui la sua figura, a seguito della Rivoluzione francese, divenne in qualche modo - se non imbarazzante - meno celebrabile di quella di altri enciclopedisti quali Denis Diderot e Jean-Jacques Rousseau. Tale situazione, originatasi negli anni immediatamente successivi alla sua morte, si è poi stratificata ed intensificata, relegandone la figura quasi nell'oblio, sino alla riscoperta della sua importanza da parte degli studiosi, soprattutto nella seconda metà del XX secolo.

## Biografia
La sua multiforme e cosmopolita formazione culturale aiuta a spiegare la vastità e, soprattutto, la varietà dei diversi campi nei quali operò durante il suo impegno come enciclopedista. 
Studiò teologia a Ginevra, scienze naturali presso l'Università di Cambridge e medicina a Leida. 
Ritornato in Francia, spese i successivi vent'anni dedicandosi alla scrittura del Lexicon medicum universale, un'opera di anatomia in sei volumi che spedì per la pubblicazione verso Amsterdam, al fine di aggirare la censura reale francese. Il tentativo di evitare la censura non fu però sufficiente a ingannare la sorte: la nave che trasportava l'unico manoscritto esistente dell'opera affondò infatti prima di raggiungere la città olandese e, con essa, andò perduto un ventennio di lavoro dell'autore francese. Ciò malgrado, egli si pose nuovamente al lavoro, pubblicando una biografia di Leibniz con lo pseudonimo di L. de Neufville .
Si offrì quindi come volontario per lavorare alla redazione dell'Encyclopédie mentre se ne occupava come editore Michel-Antoine David, iniziando dal secondo volume dell'opera. 
La sua collaborazione sembrò a tutta prima modesta, consistendo solo in alcune voci compilate per diversi volumi successivi, ma man mano che il tempo passava egli rimase sempre più coinvolto nell'impresa.
Tra il 1759 e il 1765 la sua attività divenne intensissima e, in tale periodo, scrisse una media di otto nuove voci ogni giorno, giungendo a completarne ben 17.266 (ossia circa il 25%) su un totale di 71.818, ciò che ne fece - e di gran lunga - il più prolifico tra i suoi colleghi enciclopedisti.
Sono di suo pugno circa 4.700.000 delle parole impiegate nell'opera e le sue voci rappresentano dal 30% al 45% dei volumi dal 10 al 17, ciò che gli valse tra i colleghi il soprannome l'esclave de l'Encyclopédie (lo schiavo dell'Encyclopédie).
A differenza di altri contributori dell'opera, de Jaucourt, essendo piuttosto benestante, offrì tutto il suo lavoro gratuitamente come volontario non solo per sé, ma anche per conto dei suoi segretari, che egli utilizzava per aiutarlo nella compilazione di voci per l'Encyclopédie e che stipendiava di tasca propria. 
Gran parte delle sue voci consistono nel riassunto e trasformazione in voci del contenuto di interi libri, spesso, tuttavia, copiando esattamente interi brani dagli originali, soprattutto in materia di biologia e medicina.
Il suo approccio alla redazione delle voci fu di tipo meccanicista, ciò che lo distingue dall'approccio piuttosto vitalista di un altro importante contributore nelle stesse materie, Ménuret de Chambaud.
Sebbene il massimo dei suoi sforzi fosse concentrato nel campo delle scienze naturali e della biologia, egli scrisse numerose voci in diversi altri campi, arrivando a toccare un vasto numero di materie. Nelle voci a carattere storico e sociale emergono con chiarezza i suoi solidi e radicati punti di vista politici e filosofici e, sebbene il suo stile sobrio e distaccato lo rese quasi immune dallo scrivere voci apertamente politiche e polemiche come quelle compilate da Voltaire o da Denis Diderot, emergono in ogni caso, come implicazioni, le sue convinzioni radicali ed anticlericali, soprattutto attraverso l'artificio di effettuare comparazioni tra il passato e quello che allora era il presente della Francia. 
In questo ambito, egli scrisse voci di grande peso ed importanza in materia di guerra, monarchia e popolo, oltre che su Maometto. Produsse inoltre un'importante voce sulla schiavitù, esprimendo una forte condanna della stessa e del commercio degli schiavi come fatti contrari alle libertà e al diritto naturale.
Parallelamente al suo impegno come autore, praticò l'attività di medico e fu membro della Royal Society di Londra e delle accademie di Berlino, Stoccolma e Bordeaux.